# کوسیتشکی
کوسیتشکی (به چکی: Kosičky) یک منطقهٔ مسکونی در جمهوری چک است که در ناحیه هرادتس کرالووه واقع شده‌است. کوسیتشکی ۳۵۵ نفر جمعیت دارد.